# Société roumaine de géographie
La Société roumaine de géographie est une institution culturelle roumaine fondée en 1875 (sous le nom de Société royale roumaine de géographie) dans l'optique de réunir des chercheurs et spécialistes roumains dans le domaine de la géographie, sur le modèle des sociétés scientifiques occidentales. Avec la Société académique roumaine, fondée en 1866, elle a contribué à jeter les bases institutionnelles de la recherche et de l' enseignement géographiques en Roumanie. La société publie le Bulletin de la Société Géographique Roumaine (1876-1943), le Grand Dictionnaire Géographique de la Roumanie (1898-1902), ainsi que de nombreuses descriptions de voyages, d'expéditions géographiques, d'intérêts touristiques.